# Pellionia ronganensis
Pellionia ronganensis är en nässelväxtart som beskrevs av Wen Tsai Wang och Y.G.Wei. Pellionia ronganensis ingår i släktet Pellionia och familjen nässelväxter. Inga underarter finns listade i Catalogue of Life.